# Мандерсон (Вайоминг)
Мандерсон (англ. Manderson, Wyoming) — город, расположенный в округе Биг-Хорн (штат Вайоминг, США) с населением в 104 человека по статистическим данным переписи 2000 года.

## География
По данным Бюро переписи населения США город Мандерсон имеет общую площадь в 2,33 квадратных километров, из которых 2,07 кв. километров занимает земля и 0,26 кв. километров — вода. Площадь водных ресурсов округа составляет 11,16 % от всей его площади.
Город Мандерсон расположен на высоте 1186 метров над уровнем моря.

## Демография
По данным переписи населения 2000 года в Мандерсоне проживало 104 человека, 27 семей, насчитывалось 44 домашних хозяйств и 51 жилой дом. Средняя плотность населения составляла около 47,7 человека на один квадратный километр. Расовый состав Мандерсона по данным переписи распределился следующим образом: 92,31 % — белых, 0,96 % — представителей смешанных рас, 6,73 % — других народностей. Испаноговорящие составили 5,77 % от всех жителей города.
Из 44 домашних хозяйств в 27,3 % — воспитывали детей в возрасте до 18 лет, 52,3 % представляли собой совместно проживающие супружеские пары, в 6,8 % семей женщины проживали без мужей, 38,6 % не имели семей. 34,1 % от общего числа семей на момент переписи жили самостоятельно, при этом 9,1 % составили одинокие пожилые люди в возрасте 65 лет и старше. Средний размер домашнего хозяйства составил 2,36 человек, а средний размер семьи — 3,07 человек.
Население города по возрастному диапазону по данным переписи 2000 года распределилось следующим образом: 27,9 % — жители младше 18 лет, 2,9 % — между 18 и 24 годами, 28,8 % — от 25 до 44 лет, 27,9 % — от 45 до 64 лет и 12,5 % — в возрасте 65 лет и старше. Средний возраст жителей составил 39 лет. На каждые 100 женщин в Мандерсоне приходилось 112,2 мужчин, при этом на каждые сто женщин 18 лет и старше приходилось 102,7 мужчин также старше 18 лет.
Средний доход на одно домашнее хозяйство в городе составил 22 917 долларов США, а средний доход на одну семью — 30 357 долларов. При этом мужчины имели средний доход в 18 750 долларов США в год против 16 250 долларов среднегодового дохода у женщин. Доход на душу населения в городе составил 11 143 доллара в год. Все семьи Мандерсон имели доход, превышающий уровень бедности, 14,1 % от всей численности населения находилось на момент переписи населения за чертой бедности, при этом 14,8 % из них были моложе 18 лет.